# El Palmar (Murcia)
El Palmar (o Lugar de Don Juan) es una pedanía del municipio de Murcia, en la Región de Murcia (España), siendo la de mayor población, con 24 395 habitantes (Centro Regional de Estadística de Murcia, 2022). Situada a unos 5 km del centro de la ciudad, en las faldas de la sierra de El Puerto, perteneciente a la sierra de Carrascoy, y junto al canal del Reguerón, por donde discurre el río Guadalentín, en la comarca de la Huerta de Murcia.

## Geografía

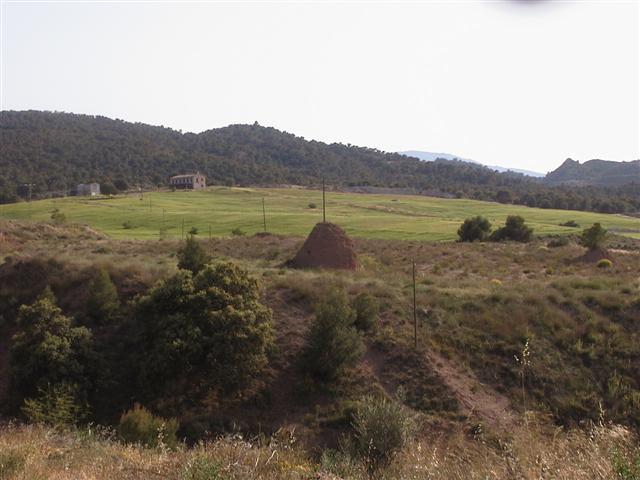
Casa del Pino, alrededores de El Palmar

El Palmar está a 75 m sobre el nivel del mar. Junto al núcleo principal de población discurre el Canal del Reguerón, canal artificial construido para prevenir las avenidas del río Guadalentín, cuya desembocadura en el Segura se producía de forma indefinida a partir de Sangonera la Verde, con una intrincada red de cauces que se mostraba insuficiente para evacuar sus periódicas avenidas.
El Palmar se encuentra al suroeste de la ciudad de Murcia, a 5 km del centro de esta, es un lugar estratégico para las comunicaciones entre Murcia, el Campo de Cartagena y el valle del Guadalentín. En sus proximidades se localiza el puerto de La Cadena.
El Palmar se emplaza entre la cordillera prelitoral y la vega del Segura, al inicio del valle del Guadalentín, favoreciendo su condición de encrucijada de caminos, donde han ido confluyendo numerosas culturas.

## Demografía
Demográficamente, la población ha aumentado considerablemente desde principios del siglo XX. Sobre todo por la implantación de diversas empresas y organismos de los sectores industriales y de servicios. En 2004 su población era de 18 488 habitantes, concentrados principalmente en el núcleo urbano, aunque también se encuentran los núcleos de población de Casillas, Buenavista, barrio de la Victoria, San José de la Montaña y caseríos de la huerta como el de Los Lujanes, Los Huertas, Los Rojillos, debido también a la gran inmigración procedente de países del Magreb, iberoamericanos y de Europa del este.
| 2000   | 2001   | 2002   | 2003   | 2004   | 2005   | 2006   | 2007   | 2008   | 2009   | 2010   | 2011   |
| ------ | ------ | ------ | ------ | ------ | ------ | ------ | ------ | ------ | ------ | ------ | ------ |
| 16 184 | 16 544 | 17 106 | 17 973 | 18 488 | 19 399 | 20 703 | 21 409 | 22 111 | 22 777 | 23 025 | 23 278 |

## Economía
Económicamente, el sector de actividad principal es el de los servicios, seguido en importancia del sector industrial, el químico, de esencias y extinción de incendios, ya que el pueblo está situado en uno de los ejes de comunicación de Murcia. 
En El Palmar se encuentran una gran cantidad de organismos e instituciones, el Hospital Virgen de la Arrixaca (el mayor de la Región), número uno en trasplantes de riñón e hígado de España, con un campus universitario asociado. El Hospital Psiquiátrico, MercaMurcia (situado ente El Palmar y Sangonera la Verde) son, entre otros, un ejemplo de ello.
La agricultura, aunque históricamente ha sido muy importante, en la actualidad ocupa el menor activo económico. Las tierras son en su mayoría de pequeños propietarios, dedicadas sobre todo a cultivos arbóreos, que necesitan poco cuidado.
En el sector industrial, sigue teniendo su actividad en la pedanía la fábrica de Destilerías Bernal. 
En mayo de 2008 el Departamento de Economía Financiera y Contabilidad de la Universidad de Murcia presentó un estudio económico que garantiza la viabilidad económica de El Palmar como ayuntamiento independiente. En este estudio se refleja que El Palmar tendría unos gastos corrientes de 11.415.000 € frente a los 13.895.000 € de ingresos, generándose un superávit de 2.480.000 €..

## Historia
Urbanísticamente, El Palmar se ha desarrollado en torno al inicial asentamiento urbano situado en el cruce de la carretera hacia Cartagena y la antigua hacia Lorca y Mazarrón. 

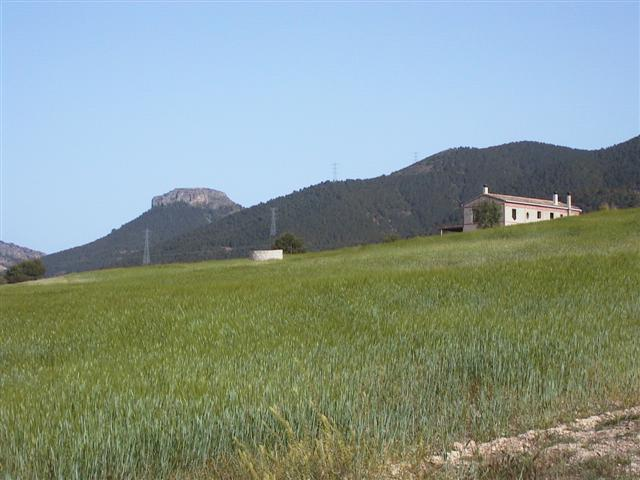
Castillo de la Asomada desde La Casa del Pino

Aunque vestigios arqueológicos en la zona de La Paloma demostraron la existencia de un pequeño núcleo de población romano que pudo datarse hacia el s. II a. C., y que, seguramente, podría tener la misión de dar descanso y pertrechar a los que realizaban el viaje por la denominada Vía Augusta, que comunicaba la ciudad portuaria de Cartagena con el interior, atravesando la cordillera prelitoral por el puerto de la Cadena, el origen del actual núcleo de El Palmar habría que buscarlo en el siglo XV, cuando se creó el señorío de Juan de Verástegui, regidor del concejo de Murcia, que dio nombre a la población como Lugar de Don Juan. 
En 1583 ya se diferenciaban dos lugares poblados: la Torre de Verástegui, en la falda de la sierra del Puerto, y El Palmar. En el siglo XVII El Palmar experimentó un aumento poblacional, ya que en 1615, el regidor de Murcia y señor del lugar, llamado también don Juan Verástegui, dictó medidas para atraer población. En 1614 El Palmar fue erigido parroquia por el obispo don Francisco Martínez de Cenicero, que incluyó en su jurisdicción Aljucer, San Ginés, Sangonera la Verde y Sangonera la Seca.
En el siglo XVIII, ante la falta de descendencia de la familia Verástegui, El Lugar de Don Juan pasó a pertenecer al linaje de los Lucas. Más tarde, en esta misma centuria se convirtió en lugar de realengo con alcalde ordinario, dentro del partido de Murcia. Durante el siglo XIX, El Palmar contó con ayuntamiento propio en dos periodos, hasta que en 1854 pasó a ser pedanía del municipio de Murcia.

### Cronología
- 1587 - El Palmar tenía 30 vecinos.
- 1590 - Juan de Verástegui regidor de Murcia.
- 1600 - Primeras fechas de los libros de la parroquia de la Purísima de El Palmar.
- 1615 - Se manda poblar El Palmar.
- 1623 - Se nombran patrones La Purísima y San Roque.
- 1733 - Se excava el Reguerón.
- 1782 - Obras del Puerto de la Cadena debidas al conde de Floridablanca.
- 1809 - El Palmar tiene 4450 vecinos.
- 1811 - Por las epidemias mueren 350 personas.
- 1821-1823 - Primer ayuntamiento de El Palmar.
- 1836-1854 - Segundo ayuntamiento de El Palmar.
- 1854 - Primer alcalde pedáneo.
- 1870 - Familia Bernal inicia su actividad industrial en El Palmar.
- 1900 - Tranvía El Palmar a Murcia.
- 1906 - La Dirección General de Obras Públicas autoriza a la Compañía de Tranvías eléctricos de Murcia para sustituir el motor de sangre por el eléctrico en el tranvía de Murcia a El Palmar.
- 1911 - Inauguración del teatro Bernal.
- 1915 - La Casa Bernal importa las razas de ganado porcino "Yorkshire" y "Berkshire-Vel" cuya especies fueron repartida por la huerta a fin de mejorar las existentes. Con sementales de aquellas razas se obtuvo el "York-Vel-Murciano" que posteriormente fue denominado "Chato Murciano" haciéndose pagar con estima sobre otras clases.
- 1949 - El 16 de febrero llegan a El Palmar barcas, procedentes de Cartagena, con sus dotaciones de marineros, por si tuvieran que prestar auxilio en la zona del Canal del Reguerón, por su desbodarmiento.
- 1950 - El 7 de diciembre quedó abierto al tráfico el nuevo Puente del Reguerón en la Ctra.de Murcia a Cartagena cuyo costo ascendió a 7 millones de pesetas.
- 1953 - El 18 de marzo fueron inauguradas por el ministro de Obras Públicas, conde de Vallellano, las obras del Reguerón.
- 1965 - El 19 de febrero, el príncipe Juan Carlos de Borbón visita Conservas y Destilerías Bernal, S.A.
- 1965 - El 31 de diciembre fue inaugurado por el ministro Camilio Alonso Vega, el Hospital Psiquiátrico dependiente de la Diputación de Murcia.
- 1990 - El 9 de agosto conmociona a El Palmar un gravísimo accidente como resultado del choque de una cisterna de CAMPSA, cargada con 28.000 litros de combustible, con varios vehículos, del cual fallecieron 8 personas
- 2003 - Reinauguración del teatro Bernal.
- 2008 - Se inician las obras de la Autovía MU-31.
- 2009 - Presentado expediente de segregación municipal ante la comunidad autónoma.

## Símbolos
Además de los símbolos que identifican El Palmar como pedanía del municipio de Murcia, se han diseñado otros símbolos propios para la localidad.

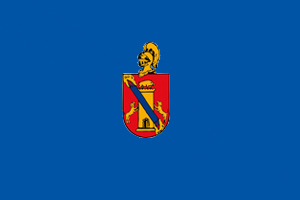
Bandera de El Palmar.

## Patrimonio histórico

### Castillo de la Asomada
El castillo de la Asomada, también llamado del puerto de la Cadena o Castillo del Morrón, se alza a 541 metros sobre el nivel de mar (250 metros sobre la rambla de El Puerto), en la localidad de El Palmar o Lugar de Don Juan del término municipal de Murcia.
Se trata de un castillo árabe construido en el siglo XII, (aunque este emplazamiento pudo haber sido utilizado por otras culturas como la argárica, íbera, y romana).
El castillo, que nunca fue terminado, tuvo la misión de vigilar y defender el paso del puerto de la Cadena. Su planta es cuadrangular, los muros de mortero y argamasa, tuvo un aljibe de emergencia y 3 torres en dirección norte, además de una entrada orientada al SE.

Está declarado Bien de Interés Cultural.

### Castillo del Portazgo
Conjunto de fortificaciones andalusíes situadas en el puerto de la Cadena, formado por dos construcciones: el portazgo inferior y el portazgo superior. Complejo estratégico que ejercía un efectivo control de las comunicaciones entre la costa y el interior, de ahí el nombre que adquirió en época cristiana: el Portazgo. 
Están declarados Bien de Interés Cultural.

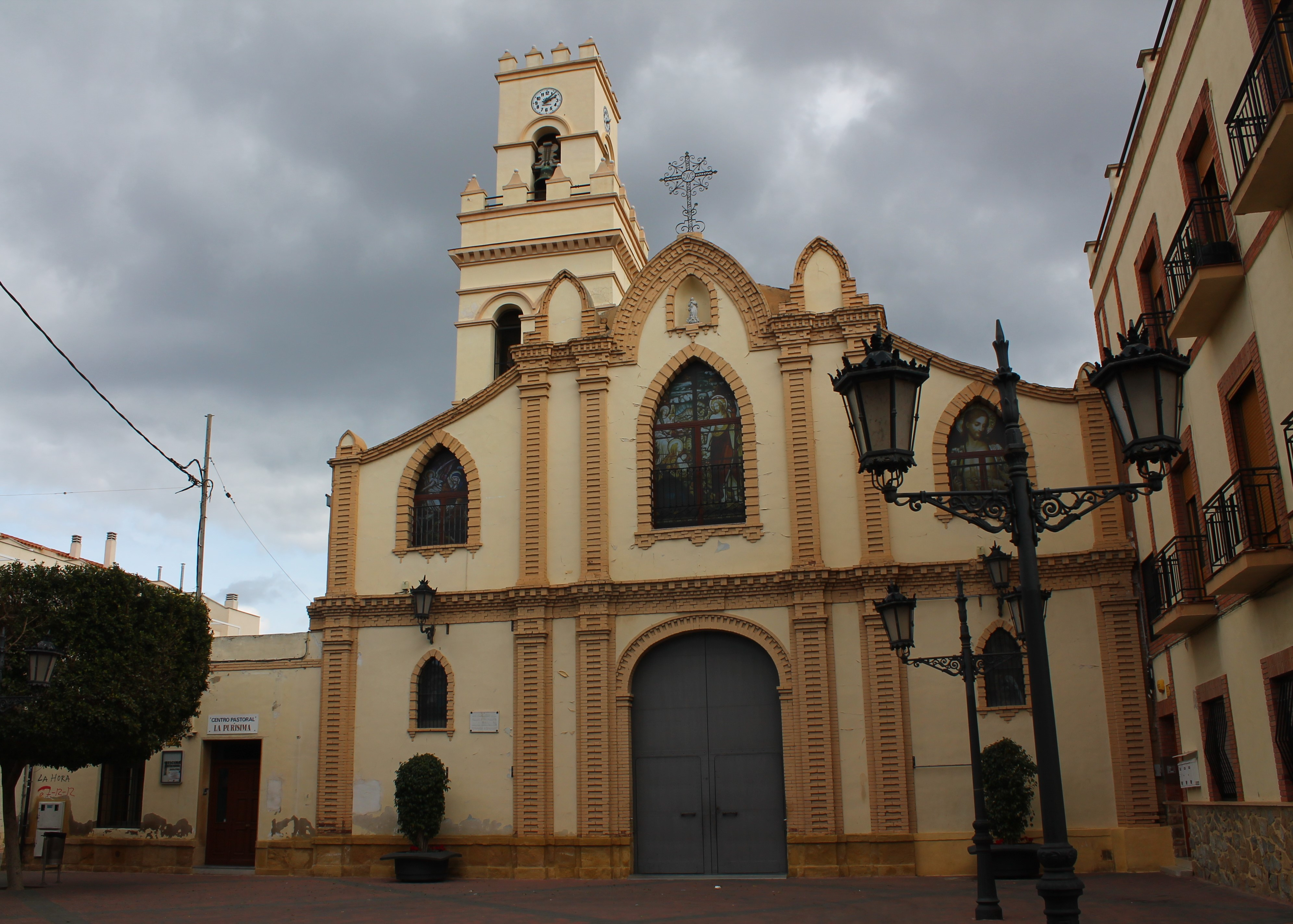
Fachada de la iglesia de la Purísima de El Palmar

### Iglesia parroquial de la Purísima
Al principio la iglesia de El Palmar fue construida como aneja a la catedral de Santa María de Murcia. Esta primitiva ermita fue construida por Juan Verastegui, y fue dedicada al misterio de María en su purísima concepción.
En 1614 el obispo de Cartagena, Francisco Martínez de Cenicero, erigió la parroquia de la Purísima Concepción en El Palmar, que pertenecía a la jurisprudencia de la parroquia de Santa María y a la que a su vez se suscribían los lugares colindantes como Aljucer, Sangonera la Verde, Sangonera la Seca y, hasta hace poco, San Ginés.
Esta situación se mantuvo hasta 1795, año en que la Purísima de El Palmar se constituyó en vicaría perpetua.

### Teatro Bernal
Fue inaugurado el día 24 de julio del año 1910. Situado en la antigua calle Lorca, su fundación por el industrial Manuel Bernal Gallego constituyó un gran fenómeno cultural y una conquista social para la población.

### Arquitectura modernista
El desarrollo industrial de El Palmar a comienzos del siglo XX trajo consigo la construcción de distintos inmuebles de estilo art nouveau, como la casa de Bartolomé Bernal, de Pedro Cerdán, construida en 1902 en la calle Mayor y que hoy acoge el colegio San Vicente de Paul. Justo en frente se sitúa la lujosa casa de Manuel Bernal, atribuida al arquitecto Juan Vidal Ramos, y que hoy acoge la alcaldía de El Palmar y el centro cultural y social de la pedanía.
También destaca la casa modernista de la calle Lorca número 12.

## Transportes

### Autobús
El servicio de transporte público urbano es operado por TMP Murcia, que lo conecta con el centro de Murcia. La línea principal es la 26A la cual tiene una frecuencia de 15 minutos los días laborales. 
| Línea | Recorrido | Recorrido | Recorrido |
| ----- | --- | --- | --- |
| 26    | Hospital Virgen de la Arrixaca - El Palmar - Aljucer - Murcia San José de la Montaña - El Palmar - San Ginés - Aljucer - Murcia (Glorieta de España) | Hospital Virgen de la Arrixaca - El Palmar - Aljucer - Murcia San José de la Montaña - El Palmar - San Ginés - Aljucer - Murcia (Glorieta de España) | Hospital Virgen de la Arrixaca - El Palmar - Aljucer - Murcia San José de la Montaña - El Palmar - San Ginés - Aljucer - Murcia (Glorieta de España) |
| 28    | Sangonera la Verde - El Palmar - Aljucer - Murcia (Palacio Almudí)                                                                                   | Sangonera la Verde - El Palmar - Aljucer - Murcia (Palacio Almudí)                                                                                   | Sangonera la Verde - El Palmar - Aljucer - Murcia (Palacio Almudí)                                                                                   |
| 70    | Avileses - Sucina - Gea y Truyols - Baños y Mendigo - El Palmar - Murcia (Jardín Floridablanca)                                                      | Avileses - Sucina - Gea y Truyols - Baños y Mendigo - El Palmar - Murcia (Jardín Floridablanca)                                                      | Avileses - Sucina - Gea y Truyols - Baños y Mendigo - El Palmar - Murcia (Jardín Floridablanca)                                                      |
| 72    | Lobosillo - Valladolises - Corvera - Baños y Mendigo - El Palmar - Murcia (Jardín Floridablanca)                                                     | Lobosillo - Valladolises - Corvera - Baños y Mendigo - El Palmar - Murcia (Jardín Floridablanca)                                                     | Lobosillo - Valladolises - Corvera - Baños y Mendigo - El Palmar - Murcia (Jardín Floridablanca)                                                     |
| 78    | Beniaján - Los Garres - Algezares - Santo Ángel - La Alberca - El Palmar - San Ginés - Era Alta - Javalí Nuevo - UCAM - Campus de Espinardo          | Beniaján - Los Garres - Algezares - Santo Ángel - La Alberca - El Palmar - San Ginés - Era Alta - Javalí Nuevo - UCAM - Campus de Espinardo          | Beniaján - Los Garres - Algezares - Santo Ángel - La Alberca - El Palmar - San Ginés - Era Alta - Javalí Nuevo - UCAM - Campus de Espinardo          |

El servicio de viajeros por carretera del municipio se engloba dentro de la marca Movibus, el sistema de transporte público interurbano de la Región de Murcia (España), que incluye los servicios de autobús de titularidad autonómica. Las líneas de la concesión MUR-001 "Alcantarilla - Murcia" son operadas por la UTE Pedanías de Murcia (Monbus), mientras que las de la concesión MUR-003 "Molina de Segura - Murcia" son operadas por Interbus.
| Línea | Recorrido                                                   |
| ----- | ----------------------------------------------------------- |
| 13    | Alcantarilla - Pol. Ind. Oeste - El Palmar                  |
| 32B   | Molina de Segura - centros comerciales - Murcia - El Palmar |

También dispone de conexiones con Alhama de Murcia, Cartagena, Fuente Álamo, Pilar de la Horadada, Los Urrutias, San Pedro del Pinatar, La Unión y La Manga, entre otros.

### Por carretera
- A-30 (Autovía de Murcia, antigua N-301): discurre entre Cartagena y Albacete y enlaza con la autovía de Alicante (A-31) en dirección a Madrid.

- MU-30 (Autovía El Palmar-Alcantarilla): enlaza la Autovía A-30, a la altura del Reguerón, con la Autovía A-7/E-15 y la Autovía RM-15 (Autovía del Noroeste) al oeste de Alcantarilla.

- MU-31 (Conexión entre A-30 y MU-30, en construcción): enlaza la Autovía A-30, en el enlace de La Paloma, con la Autovía MU-30 a la altura del polígono industrial Oeste.

### Tren
El Palmar no cuenta con estación de trenes pero la más cercana es la estación de Murcia del Carmen, con conexiones con Madrid, Castilla-La Mancha, Comunidad Valenciana, Cataluña y Aragón, incluyendo servicios de Cercanías, Regionales, Media Distancia, Intercity, Alvia y (AVE).

### Tranvía
Se ha llegado a planificar la ampliación del Tranvía de Murcia hasta el Hospital Virgen de la Arrixaca y El Palmar, pasando por la estación de Murcia del Carmen, aunque sin mayor concreción por parte del ayuntamiento de Murcia hasta la fecha.

## Educación
El Palmar cuenta con varios centros de enseñanza infantil, primaria, secundaria y universitaria: 
- IES Sierra de Carrascoy
- IES Marqués de los Vélez
- Colegio Católico Centro Concertado San Vicente de Paúl
- CEIP Ciudad de la Paz
- CEIP Escuelas Nuevas
- CEIP Gloria Fuertes
- CEIP José María Párraga
- CEIP Santa Rosa de Lima
- CEIP Los Rosales
- CEIP Luisen
- CEIP Pintor Pedro Cano
- El Limonar International School of Murcia (colegio privado y bilingüe)
- American School of Murcia (colegio privado internacional)
- Escuela Infantil Los Rosales (dependiente de la comunidad autónoma)
- Escuela Infantil El Lugarico (dependiente del Ayuntamiento de Murcia)
- Campus Ciencias de la Salud (UMU)
- Instituto Murciano de Investigación Biosanitaria (IMIB)